# Trentino Volley (piłka siatkowa kobiet)
Trentino Volley – żeński klub piłki siatkowej z Włoch. Został założony w 2005 roku z siedzibą w Trydencie.